# 黑金根

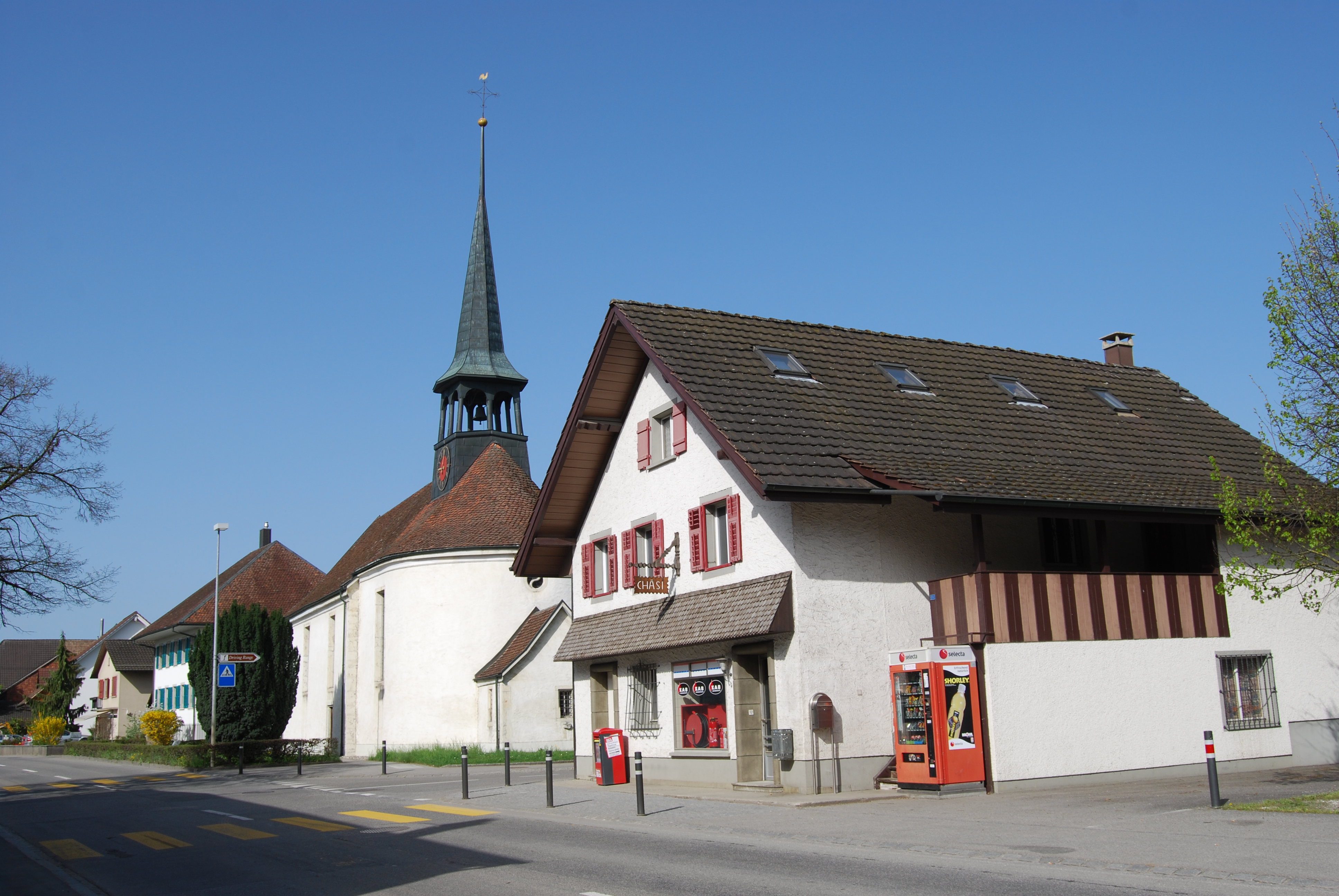

黑金根是瑞士的城鎮，位於該國北部，由索洛圖恩州負責管轄，面積5.5平方公里，海拔高度430米，2012年人口1,419，六成人口信奉羅馬天主教，人口密度每平方公里258人。

## 外部連結
- Official website （页面存档备份，存于） （德文）